# Mats Källblad
Mats Arne Göran Källblad, född 4 januari 1969, är en svensk serieskapare, illustratör och musiker. Han är uppvuxen i Osby i norra Skåne, en miljö som han beskrivit i ett antal seriealbum. Annars är han mest känd för serierna Sture Stelben och Vimmelgrind. 

## Biografi
I sin produktion (som han tidigare publicerat under namnet Mats Kjellblad) skildrar han ofta arbetarklassen på landsbygden och utgår då från sin egen uppväxt.
Seriefiguren "Isak", som 1995 presenterades i albumdebuten Garagedrömmar, har därefter återkommit i Vakna laglös och Lång väg tillbaka. 2014 publicerades de tre i samlingsvolymen Hundra år i samma klass, vilken två år senare kompletterades av CD-volymen med samma namn. Den innehåller egenproducerad musik av hobbymusikern Källblad, som spelat i band inom både punk och country.
Källblad har även skapat serier som Polly och Lukas. Sedan 1992 ritar han löpande serien Sture Stelben i tidningen MC-Folket, som tillsammans med albumserien Vimmelgrind kanske är hans mest kända serier.
Förutom de egna seriealbumen har han sedan slutet av 80-talet medverkat i ett flertal serietidningar, exempelvis Svenska Serier, Seriemagasinet, 91:an, Larson!, Uti vår hage och Galago. Som illustratör har han bland annat samarbetat på motorcykelböcker, "dassböcker" och återkommande tecknat för Dagens Nyheters lördagskryss.
Källblad har bland annat mottagit Urhunden 1996, för seriealbumet Garagedrömmar, Adamsonstatyetten 1998 samt Unghunden 2002.

### Egna produktioner
- (serien om Isak och Molly)[6]
  - 1995 – Garagedrömmar, Optimal Press, ISBN 91-88334-18-X
  - 1996 – Vakna laglös, Optimal Press ISBN 91-88334-25-2
  - 2011 – Lång väg tillbaka, Optimal Press, ISBN 978-91-859512-7-7
  - 2014 – Hundra år i samma klass, Galago/Ordfront, ISBN 978-91-703778-2-2 (utökad samlingsvolym)
- Sture Stelben
  - 1996 – Sture Stelben: raka rör
  - 2002/2003 – Sture Stelben: 1997-2002, SMC, ISBN 91-631-3030-0
  - 2008 – Sture Stelben: irrfärder, ISBN 978-91-977079-6-1
- 1998 – Den märkliga historien om Allan Röde, Seriefrämjandet, ISBN 91-974439-0-5
- Vimmelgrind
  - 1999 – Dillfälten, Jemi, ISBN 91-89156-07-2
  - 2000 – Mutterloppet, Bonnier Carlsen, ISBN 91-638-1894-9
  - 2007 – Det stora snöovädret, Komika, ISBN 978-91-976429-1-0
  - 2021 – Gränslösa, Kartago förlag, ISBN 9789175153858
- 2003 – Sigvard, Seriefrämjandet, ISBN 91-974439-9-9
- 2018 – Lukas: 25 år mellan stad och land, Cobolt, ISBN 9789187861826
- Polly
  - 2020 – Polly tar ingen skit, Albumförlaget, ISBN 9789186783761
  - 2023 – Grus i maskineriet, Albumförlaget, ISBN 9789186783891

### Samarbeten och egna tidningar (urval)
- 2001 – Färdiga dassboken: en nödvändig bok, Bonnier Carlsen (med Martin Harris och Johan Andreasson), ISBN 9163822741
- 2004–2005 – Kustom #1–2 (tidning, Outlaw Comics[14])
- 2006 – Sista resan, Dingle: Rio kulturkooperativ (med Ingegerd Johansson och Jan Leek), ISBN 9185249025

## Utmärkelser
- 1996 – Urhunden för seriealbumet Garagedrömmar
- 1998 – Adamsonstatyetten
- 2000 – Agust & Lotta-priset för serien Sture Stelben[15]
- 2002 – Unghunden för serien Vimmelgrind